# Luxiol
Luxiol är en kommun i departementet Doubs i regionen Bourgogne-Franche-Comté i östra Frankrike. Kommunen ligger i kantonen Baume-les-Dames som tillhör arrondissementet Besançon. År 2022 hade Luxiol 156 invånare.

## Befolkningsutveckling
Antalet invånare i kommunen Luxiol
Referens:INSEE